# Sportfreunde Dorfmerkingen
Die Sportfreunde Dorfmerkingen sind ein rund 500 Mitglieder zählender Fußballverein aus dem zum württembergischen Neresheim gehörenden Teilort Dorfmerkingen, der ca. 1.000 Einwohner zählt.

## Geschichte
Der Verein wurde 1922 gegründet und spielte bis in die 1990er Jahre in unterklassigen Amateurligen. 1997 konnten die Sportfreunde erstmals in die Verbandsliga Württemberg aufsteigen und errangen hier in der ersten Spielzeit die Vizemeisterschaft. In den Aufstiegsspielen zur Oberliga Baden-Württemberg siegten sie im entscheidenden Spiel gegen Durlach und stiegen erstmals in die Oberliga auf. Im gleichen Jahr gewann der Verein den WFV-Pokal und qualifizierte sich damit für die erste Runde des DFB-Pokals 1998/99. Hier unterlag er den Stuttgarter Kickers mit 0:3. Nach einem Jahr Oberliga stieg er wieder in die Verbandsliga ab.
Im Jahr 2000 gelang den Sportfreunden Dorfmerkingen mit der Meisterschaft in der Verbandsliga erneut der Aufstieg in die Oberliga Baden-Württemberg. Diese Klasse konnte bis zum Abstieg 2003 gehalten werden. Nach einem weiteren Abstieg aus der Verbandsliga im Jahr 2007 spielte die Mannschaft ab der Spielzeit 2007/08 in der siebtklassigen Landesliga Württemberg, Staffel 2.
2017 gewannen die Sportfreunde Dorfmerkingen überraschend im WFV-Pokalfinale gegen die zu dieser Zeit in der Regionalliga Südwest spielenden Stuttgarter Kickers mit 3:1 und somit zum zweiten Mal in der Vereinsgeschichte den WFV-Pokal. Damit qualifizierten sie sich abermals für den DFB-Pokal. Kurz darauf konnte die Landesliga-Saison mit dem 1. Platz beschlossen und dadurch der Aufstieg in die Verbandsliga erreicht werden. Für bundesweites mediales Aufsehen sorgte kurz darauf der Verlust des kurz zuvor gewonnenen WFV-Pokals, der wenige Tage später aber wieder auftauchte.
In der DFB-Pokal-Saison 2017/18 wurde den Sportfreunden Dorfmerkingen in der 1. Runde der damalige Bundesliga-Vizemeister RB Leipzig zugelost. Das Pokalspiel wurde am 13. August 2017 in der Ostalb Arena in Aalen ausgetragen, da der heimische Fußballplatz den gestiegenen Sicherheitsvorschriften an ein solches Spiel nicht genügte. Dort schieden die Sportfreunde nach einer 0:5-Niederlage aus dem Wettbewerb aus.
Im Jahr 2019 gelang mit der Meisterschaft in der Verbandsliga zum dritten Mal der Aufstieg in die Oberliga Baden-Württemberg, 2022 stieg man wiederum ab.

## Erfolge
- Meister Verbandsliga Württemberg: 2000, 2019[3]
- Meister Landesliga Württemberg: 1997, 2017[3]
- WFV-Pokalsieger: 1998, 2017[3]
- Teilnahme am DFB-Pokal: 1998/99, 2017/18[3]